# Six Jours de Turin
Les Six Jours de Turin (en italien :  6 Giorni di Torino) sont une course cycliste de six jours disputée à Turin en Italie. Ils ont été créés en 2001 et sont disputés au mois de juillet. Ils ne sont pas organisés entre 2009 et 2016.

## Palmarès
| Année     | Vainqueur                      | Deuxième                            | Troisième                          |
| --------- | ------------------------------ | ----------------------------------- | ---------------------------------- |
| 2001      | Ivan Quaranta Marco Villa      | Bruno Risi Kurt Betschart           | Adriano Baffi Matthew Gilmore      |
| 2002      | Ivan Quaranta Marco Villa      | Scott McGrory Matthew Gilmore       | Bruno Risi Kurt Betschart          |
| 2003      | Scott McGrory Tony Gibb        | Martin Liska Jozef Zabka            | Samuele Marzoli Marco Villa        |
| 2004      | Ivan Quaranta Marco Villa      | Martin Liska Jozef Zabka            | Sebastián Donadio Daniel Schlegel  |
| 2005      | Sebastián Donadio Marco Villa  | Juan Curuchet Walter Pérez          | Martin Liska Jozef Zabka           |
| 2006      | Non-disputés                   |                                     |                                    |
| 2007      | Juan Curuchet Walter Pérez     | Franco Marvulli Marco Villa         | Alois Kankovsky Petr Lazar         |
| 2008      | Bruno Risi Franco Marvulli     | Sebastián Donadio Ángel Darío Colla | Robert Slippens Danny Stam         |
| 2009-2016 | Non-disputés                   |                                     |                                    |
| 2017      | Elia Viviani Francesco Lamon   | Felix English Marc Potts            | Roman Vassilenkov Sergey Shatovkin |
| 2018      | Mattia Viel Nicholas Yallouris | Yauheni Akhramenka Raman Tsishkou   | Joseph Berlin-Sémon Morgan Kneisky |